# Фундація регіональних ініціатив
Фундація Регіональних Ініціатив (ФРІ) — громадська організація, що підтримує молодіжний рух та займається підготовкою молодих лідерів в Україні. Засновником та першим головою є Олександр Солонтай. На 2023 рік об'єднує 16 регіональних осередки та більше 500 активістів[джерело?].
Місія ФРІ: виховати лідерів та змінотворців шляхом популяризації проактивності, громадської свідомості та реалізації молодіжних ініціатив.

## Діяльність
Захист прав, неформальна освіта, культура та мистецтво, благодійність, екологічна свідомість, міжнародні можливості, молодіжний активізм.
Фокусуючи увагу на молоді, ФРІ реалізовує і немолодіжні проєкти. Під час президентських виборів ФРІ здійснювало моніторинг виборчої кампанії, просвітницько-мобілізаційні кампанії, перевірку списків виборців тощо. Але самою реалізацію навіть таких складних проєктів займається в організації тільки молодь.

## Історія створення

### Передумови
До кінця 1998 року молодіжні організації існували в Україні переважно у формі асоціацій, скаутських організацій або партійних молодіжних крил, а також організацій, що боролися за становлення України як незалежної держави.
У громадському секторі незаповненою залишалася ніша членських молодіжних організацій, які брали б активну участь у громадському житті, реалізовували соціальні проєкти, не боялися висловлювати думку з приводу соціальних і політичних процесів, що відбувалися в країні, а з іншого — були б незалежними, не підпорядкованими конкретним політичним силам чи партіям.

### Заснування
28 липня 2002 року в Ужгороді активісти молодіжного громадського руху заснували ФРІ. Більшість членів організації представлена студентською молоддю. 16 жовтня була проведена перша Конференція ФРІ та було обрано керівництво організації.

### Участь уПомаранчевій революції
- Січень 2003 року — стала ініціатором створення та вступила до Коаліції молоді Закарпаття «Наша Україна».
- В ході президентських виборів 2004 року підтримала опозиційні сили, виступаючи проти Януковича.

### Утворення
- 17 жовтня 2004 року — створення ВМГО (всеукраїнської молодіжної громадської організації). Головою став один із її засновників — Олександр Солонтай.
- 2004 — починається розбудова осередків ФРІ в усіх регіонах України.
- 3 березня 2007 року — реєстрація ВМГО ФРІ Міністерством юстиції України[1].

### Участь уРеволюції гідності
Активісти ФРІ були учасниками Революції гідності, співорганізаторами ініціативи Євромайдан SOS, відповідали за правову безпеку учасників акцій протесту.

## Керівництво
- Вищий орган управління — Конференція
- Вищий керівний орган — Рада Старійшин
- Сенат — рада представників відокремлених осередків
- Виконавчі органи: Голова ФРІ, Секретаріат та Служби, підзвітні Конференції та Раді Старійшин
- Контролюючий орган — КРК, підзвітна Конференції
- Наглядова рада

### Голови
До установчих зборів ФРІ, як всеукраїнської організації, з 2002 до 2004 року її очолював Олександр Солонтай, а його заступником був Олександр Коваль.
| №      | Роки                  | Голова                          | Заступники |
| 1      | 2004-2008             | Олександр Солонтай              | перший зам — Світлана Гаращенко, Віталій Шабунін, Руслан Рохов                                                            |
| 2      | 2008-2010             | Віталій Шабунін                 | Євген Демченко, Максим Кицюк, Володимир Феськов, Андрій Шекета, Микола Ковальчук                                          |
| 3      | 2010-2012             | Євген Демченко                  | Антон Делікатний, Дмитро Дядик, Максим Кицюк, Антон Голобородько, Михайло Каменєв, Катерина Деменнікова, Ірина Кривенко   |
| 4      | 2012-2014             | Максим Кицюк                    | Дмитро Дядик, Юлія Дуб, Марія Іваник, Михайло Каменєв                                                                     |
| т.в.о. | 30.11.2013-18.01.2014 | Михайло Каменєв                 | Дмитро Дядик, Юлія Дуб, Марія Іваник                                                                                      |
| 5      | 2014-2016             | Руслана Коренчук                | Надія Ваць, Надія Гранкіна, Дмитро Дядик, Марічка Іваник, Василь Кулевчук                                                 |
| 6      | 2016-2017             | Олександра Білязе               | Богдан Чумак, Надія Гранкіна, Христина Жук                                                                                |
| 7      | 2017                  | Надія Гранкіна                  | Сінавер Сейтумеров, Дмитро Бабак                                                                                          |
| 8      | 2017-2018             | Михайло Каменєв                 | Марина Тужанська, Аліна Тимофєєва, Олександра Захарова                                                                    |
| 9      | 2018-2019             | Олександр Ткачинський           | Микола Геркалюк, Надія Януш, Софія Дубова, Анна Соха, Ольга Антонова                                                      |
| 10     | 2019-2020             | Степан Золотар                  | Ірина Копайгородська, Ганна Велігдан, Дмитро Головченко                                                                   |
| т.в.о. | 31.03.2020-19.09.2020 | Маргарита Чернишова             | Ольга Антонова, Ірина Копайгородська, Уляна Кашепа, Леонід Сітченко, Анастасія Максюра                                    |
| 11     | 2020-2021             | Ольга Антонова                  | Анастасія Максюра, Тетяна Симкович, Яна Мосур, Марія Курень                                                               |
| 12     | 2021-2022             | Назар Кравець                   | Уляна Кашепа, Аліса Батюк, Сергій Щербань, Артем Горбель, Максим Старишко, Тетяна Симкович, Олег Гребенюк, Марина Прахова |
| 13     | 2022-2024             | Олег Гребенюк                   | Вадим Коцюба, Дар'я Логінова, Марина Забайрацька, Богдана Орос, Мар'яна Мажак                                             |
| в.о    | 2024                  | Леонід Сітченко Поліна Мішакова | Марина Забайрацька, Богдана Орос, Михайло Пух Богдана Орос, Дар'я Логінова, Анастасія Левківська                          |
| 14     | 2024-дотепер          | Анастасія Ґайдич                | Софія Козубаш, Анна Бурдук, Іван Буженецький                                                                              |

### Рада Старійшин
Обирається серед членів ФРІ, що мають третій ступінь членства, раз на півтора року. Одна людина не може бути членом Ради Старійшин більше, ніж 2 каденції. 30 жовтня 2005 року головою Ради Старійшин на зборах Ради керівників ФРІ у Києві було обрано Андрія Шекету.
| №  | Роки                          | Голова                          | Склад |
| 1  | 2004-2006                     | Андрій Шекета                   | Юрій Юзич, Микола Ковальчук, Сергій Хворов, Тарас Максименко.                                                   |
| 2  | 2006-2008                     | Вячеслав Гусєв                  | Віталій Шабунін, Руслан Лебідь, Анатолій Шалаєв, Анна Безноєва                                                  |
| 3  | 2008-2010                     | Олександр Солонтай              | Таміла Ташева, Марина Цапок, Юлія Татенко, Віталій Шабунін                                                      |
| 4  | 2010                          | Володимир Феськов               | Олександр Солонтай, Володимир Довганик, Михайло Лебедь та Євген Демченко                                        |
| 5  | 2010-2012                     | Віталій Шабунін                 | Ірина Білик, Євгенія Малих, Марина Цапок, Юрій Сулима                                                           |
| 5  | 2010-2012                     | Михайло Лебедь                  | Ірина Білик, Євгенія Малих, Марина Цапок, Юрій Сулима                                                           |
| 6  | 2012-2014                     | Юрій Сулима                     | Євген Демченко, Руслана Коренчук, Тарас Малий, Михайло Каменєв.                                                 |
| 7  | 2014-2016                     | Євген Бондаренко                | Вікторія Старченко (Вікторія Топол), Наталія Кутняк, Юлія Дуб (Михайло Джогола), Богдан Чумак (Михайло Камєнєв) |
| 8  | 2016-2017                     | Вікторія Старченко              | Юлія Дуб, Дмитро Дядик, Олександр Швець (Іван Швая), Богдан Чумак                                               |
| 8  | 2016-2017                     | Віталій Селик                   | Юлія Дуб, Дмитро Дядик, Олександр Швець (Іван Швая), Богдан Чумак                                               |
| 9  | 2017-2019                     | Сінавер Сейтумеров              | Валерія Головачова, Анастасія Ксьондзик, Ігор Ситник (Олександр Ткачинський), Дмитро Головченко (Віталій Селик) |
| 10 | 2019-2020                     | Маргарита Чернишова             | Артем Тарновський, Надія Гранкіна, Олександр Ткачинський, (Святослав Пих)                                       |
| 11 | 2020-2021                     | Уляна Кашепа                    | Уляна Кашепа, Оксана-Дарина Кицюк, Анна Процик, Тетяна Горчакова                                                |
| 12 | 2021-2023                     | Роман Мельник Леонід Сітченко   | Марія Курень, Леонід Сітченко, Роксолана Бабій (Анна Процик), Степан Золотар (Вікторія Вольвач)                 |
| 13 | 2023-березень 2024            | Роксолана Бабій                 | Марія Курень, Леонід Сітченко, Степан Золотар, Анна Кореневська                                                 |
| 14 | березень 2024 — вересень 2024 | Леонід Сітченко Поліна Мішакова | Марія Курень, Анна Кореневська, Поліна Мішакова, Анастасія Забєліна.                                            |
| 14 | березень 2024 — вересень 2024 | Леонід Сітченко Поліна Мішакова | Дар'я Логінова, Олександра Лугвіщик, Анастасія Забєліна, Дар'я Логвиненко.                                      |

- — у дужках зазначені члени Ради Старійшин, які не допрацювали до кінця каденції і були переобрані.

Сенат
| #   | Роки      | Голова Сенату    | Секретар Сенату                  |
| --- | --------- | ---------------- | -------------------------------- |
| І   | 2019-2020 | Леонід Сітченко  | Максим Кузнецов                  |
| ІІ  | 2020-2021 | Олег Гребенюк    | Роксолана Бабій Поліна Титаренко |
| ІІІ | 2021-2022 | Михайло Воронка  | Анастасія Ґайдич                 |
| ІV  | 2022-2023 | Анастасія Ґайдич | Наталія Авраменко                |
| V   | 2023-2024 | Дар'я Дукачева   | Єва Ремба                        |
| VI  | 2024-     | Богдана Орос     | Дар'я Гузь                       |

### Наглядова рада
Обирається Конференцією з складі п'яти осіб, не більше двох з яких не входили до лав ФРІ, строком на три роки.
Головою Наглядової ради є Михайло Каменєв.
| № | Роки  | Склад Наглядової ради                                                           |
| 1 | 2022- | Таміла Ташева, Євген Демченко, Максим Кицюк, Михайло Каменєв, Олександра Білязе |

### Конференції ФРІ
Вищим органом управління ФРІ є Конференція, яка проводиться не рідше одного разу на рік і в якій беруть участь Делегати, делеговані конференціями місцевих осередків. Установча та всі інші звітньо-виборчі конференції проводилися у Києві.

## Проєкти та кампанії
ВМГО ФРІ проводить багато проєктів для молоді. Проєкти здебільшого освітнього та розважального характеру:
- Літні ФРІ-табори[2]. Щорічно проводиться більше 20 літніх освітньо-мотиваційних таборів.
- Проєкт «Євроавтобус» (Eurobus)[3]. Проєкт мав на меті активізацію сільської молоді України та розвиток міжкультурного міжнародного обміну та співпраці.
- Всеукраїнський рух «Твоя Країна» — це кількаденні поїздки з насиченою програмою до обраного тобою міста. Неординарні екскурсії, тренінги та ігри, зустрічі з відомими журналістами, митцями, бізнесменами, кав'ярні, музеї та театри, а також нові друзі, знання та яскраві враження! Після довгої паузи одеський осередок у 2021 році провів «Твою країну». На проєкт завітали учасники з Києва, Львова, Івано-Франківська, Запоріжжя, Харкова, Чернігіва. Одеська ФРІ організувала екскурсії, майстер-класи, кіноперегляд, квартирник, лекції та квест.
- Вуличні університети[4] — різноманітні лекції, що виходять за рамки навчального курсу більшості університетів та відбуваються під відкритим небом. 2020 року на Вуличному університеті від ФРІ Дніпро молодь дізналася більше про урбаністику, іноземні мови та емоційне вигорання від досвідчених людей.
- «Допомогти може кожен»[5] — всеукраїнський проєкт, метою якого було проведення Всесвітнього дня донора крові, який би акцентував увагу населення на важливості добровільної її здачі задля порятунку інших людей. За підсумками проєкту 247 донорів взяли участь в акції й надали 98.9 літрів цього біоматеріалу, що в свою чергу врятувало 297 людських життів.
- «ІНША» (Інноваційна неформальна школа активіста) — міні-курс з проєктного менеджменту, який допоможе зробити перші кроки до втілення ідеї в найкрутіший проєкт. Зазвичай в програму заходу входять лекції про базові навички для створення проєкту — дизайн-мислення, проєктний менеджмент, командотворення, основи SMM, фінансування і т. д.
- «Нагодуй горобчика»[6] — всеукраїнська благодійна акція, під час якої діти майже усіх великих міст України власноручно годували горобців та інших міських пташок задля привернення уваги суспільства до питань соціально-екологічного виховання дітей та збереження популяцій птахів. Акція проводилась у тісній кооперації з компанією «Круп'яний Дім». Координаторами акції були фрішниці Олена Літвішко[7] та Олена Іллясевич[8].
- «Літературне Бомбардування[9]» — всеукраїнський букрінгінгерський проєкт (Букрінг (англ. bookring) — різновид буккроссингу при якому книга, якою обмніються букрінґери, врешті-решт повертається до свого справжнього власника), в якому кожен глядач може презентувати свою улюблену книжку і обмінятися нею з іншими — взяти собі від інших глядачів-презентуючих те, що припало до душі. Крім того, протягом заходу глядачі дізнаються маловідому інформацію про літературу та її творців. ФРІ провела[10] цілу низку заходів по всій Україні, які охопили майже усіх відомих на сьогодні, поетів та письменників сучасної України.
- ¡НА ЧАСІ! — серія прямих етерів, під час яких учасники розбирають з експертами актуальні суспільно-політичні теми. Наприклад, говорили про результати місцевих виборів та адмінресурси, як організувати успішний протест та визначили чинники його ефективності. У 2022 році досвідчені спікери розкривали наступні теми: допомога військовим та цивільному населенню, гуманітарна допомога та евакуація, дії органів місцевого самоврядування та активістів до і під час бойових дій.
- «Драбина» — мистецький проєкт, на якому можна продемонструвати свою творчість просто неба, вилізши на драбину. Щорічно проводиться різними осередками ФРІ.
- «Крок до лідерства» — фрішний табір, що має на меті допомогти відкритись новим українським лідерам та лідеркам, забезпечити базу знань для впровадження власних ініціатив у своїх населених пунктах для розвитку країни, розвинути лідерські якості учасників, навчити їх критично мислити й аналізувати, спонукати жити цікаво, насичено та з користю. І головне — навчитися брати відповідальність за свої слова та вчинки. Традиційно табір проводився у офлайн режимі, однак, у зв'язку із пандемією у 2020 році, організатори прийняли рішення провести табір онлайн.
- Громадянська кампанія «МОЛОДІЖНА ВАРТА»[11] — всеукраїнська громадянська кампанія, ініційована[12] ФРІ створена у 2007 році, метою якої є моніторинг та контроль за реалізацією передвиборчих зобов'язань, даних молоді політичними силами під час виборів до ВРУ, а згодом і кандидатами у президенту України на виборах 2010 року. До складу Національного комітету «МОЛОДІЖНОЇ ВАРТИ» входять[13] 10 позапартійних всеукраїнських молодіжних організацій та 2 об'єднання органів студентського самоврядування: ВМГО «Дебатна Академія», Молодіжний рух «Студентський патруль Країни», Студентська Рада Києва, ВМГО «Молода Просвіта», ВМГО «Молодіжний націоналістичний конгрес», ВМГО «Фундація Регіональних Ініціатив», ВМГО «Українська асоціація студентського самоврядування», ВМГО «Спілка Ініціативної Молоді», ВМГО «Колегія молодих управлінців та юристів», ВМГО «Українська Студентська Спілка», Всеукраїнська Студентська Рада при МОНУ, ВМГО «Європейська молодь України», ВМГО «Студентська Республіка».
- «Новий громадянин» — всеукраїнське неформальне об'єднання 51 української громадської організації. Створене у листопаді 2009 року з метою перешкодити можливим порушенням при проведенні виборів Президента України 2010 року. З квітня 2010 року існує як Партнерство, що має на меті довгострокові цілі. ФРІ була представлена у партнерстві Тамілою Ташевою.
- «Врятувати Боммер!» — кампанія[14] по відстоюванню першого стаціонарного кінотеатру в Східній Європі — Кінотеатру «БОММЕР». ФРІ стала однією з ініціаторок кампанії, у тому числі й на всеукраїнському[15] рівні.
- «Камінь Кохання» — всеукраїнський проєкт зі встановлення пам'ятних каменів у різних містах України, яку координувала член ФРІ Олена Іллясевич. Подібні камені були встановлені у Кам'янці-Подільському[16], Вознесенську, Ужгороді, Миргороді[17], Івано-Франківську[18] та інших містах.
- Встановлення рекорду України із масового виконання польки на площі Ринок Львською ФРІ. У встановленні брали участь[19] 350 учасників. Встановлення відбулось у 2009 році у Львові, рекорд був перевстановлений у 2018 році у Кропивницькому[20].
- Соломоплетіння на Рівненщині — культурологічний проєкт[21] від членкині Рівненської ФРІ.
- Кожен осередок ВМГО ФРІ проводить розмовні клуби англійської, кіновечорниці, базові школи, школи з медіа, бізнесу та прав людини.
- «Старт кар'єри» — довгостроковий проєкт від київського осередку, який забезпечив візити молоді у відомі компанії України, аби ті змогли отримати омріяне стажування чи навіть роботу.
- «Всеукраїнська Школа Партнерств» — два тижні онлайн-навчання фандрейзингу, ефективних партнерств, комунікацій і самопрезентації для 79 учасників.
- «Виростеш — зрозумієш». Близько 300 учнів старших класів дізналися від працівниці Луцького міського центру зайнятості, як знайти роботу та пройти співбесіду
- «NGOspace» —  це фестиваль громадських організацій, орієнтований на учнів 9-11 класів та студентів 1-2 курсів, безкоштовний для відвідування. Фестиваль проводився у місті Києві. Мета «NGOspace» —  популяризація серед молоді активної громадської діяльності й саморозвитку поза межами навчальних закладів.
- ФРІ Читалка —  щомісячний читацький клуб, який спрямований на популяризацію читання та залучення молоді до діяльності ФРІ. Ужгородський осередок гарантує обговорення книг, нові знайомства, смачний чай та круто проведений час у теплій атмосфері. За майже рік роботи клубу учасники обговорили 6 книг у таких жанрах: фентезі, трилери, детективи український та закордонних авторів.
- «Журнал ГРІМ» (Гринджоли рухають ідеї молоді) ставить перед собою ціль — вільна платформа для публікації молодих творців мистецтва, а його інстаграм-сторінка @grim_journal розширила ці можливості. Згодом «ГРІМ» тансформувався у ручне невеличке видавництво, що створило купу цікавих збірочок із поезією та прозою, які були подарунками на Вечорах поезії ФРІ Чернігів.
- «Кіноклуб українською» — проєкт від ФРІ Суми, ціль якого — популяризація українського кіно. Учасники дивляться українські стрічки та обговорюють їх.
- «ДівЧАТ» — дводенний офлайн-тренінг від івано-франківських фрішників на тему прийняття свого тіла та сексуальної освіти.
- «ArtNetworking» — затишний квартирник у самому центрі Львова. Вірші, пісні, таланти — що ще треба для крутого квартирника?
- «CAMPUS» — протягом року чернівецькі фрішники впевнено крокували до відкриття  студентського вільного молодіжного простору. «CAMPUS» розташований на базі студмістечка ЧНУ імені Юрія Федьковича.

## Виконавчі органи ФРІ
- Секретаріат ФРІ — очолює Яна Бублинська;
- HR-служба — очолює Олеся Ясевич;
- Комунікаційна служба — очолює Юлія Туровець;
- Освітня служба — очолює Богдан Мислюк;
- Міжнародна служба — очолює Дар'я Логвиненко;
- Правозахисна служба — очолює Дар'я Ніколенко.
- Партнерська служба — очолює Анастасія Левківська

## Символіка ФРІ

### Логотип
Сучасний логотип 2013 року розробив Максим Кицюк. 

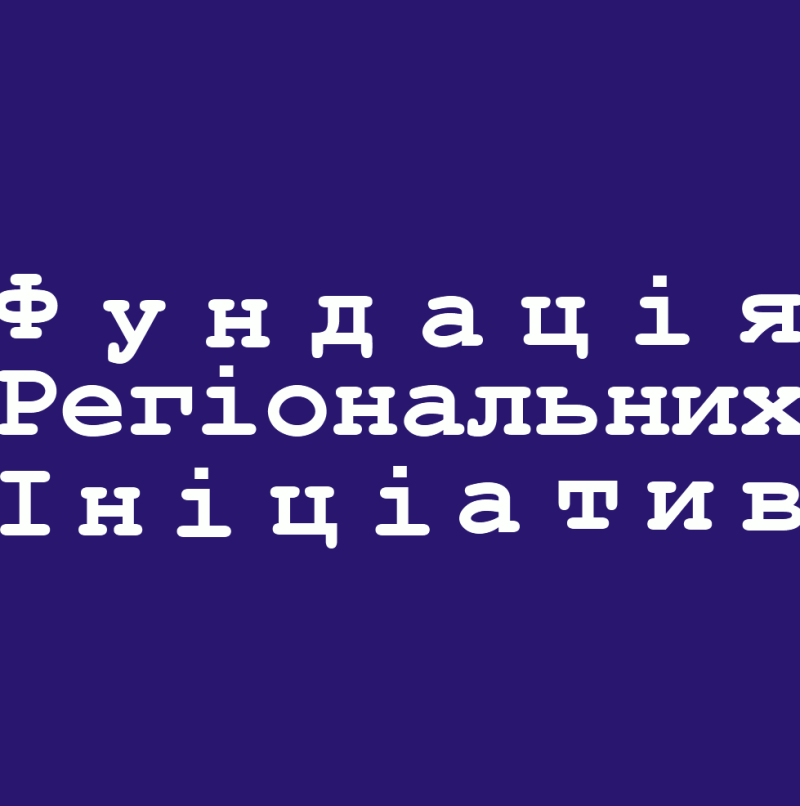
2002-2009
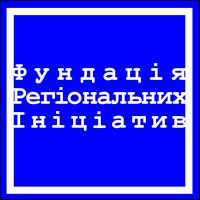
2009-2014
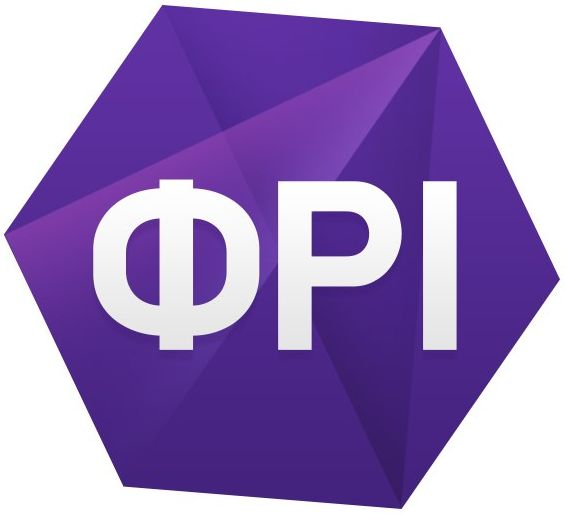
2014-

### Ювілейні логотипи
2017 року за ідеєю Віталія Селика та Олександри Білязе дизайнером Петром Волинським був розроблений ювілейний логотип до 15 річниці організації. У 2022 році до 20-ліття ФРІ за ідеєю Олега Гребенюка чернігівський ФРІшник Михайло Карпенко розробив та втілив концепт ювілейного лого, в основі якого лежить єдність історичних регіонів України.

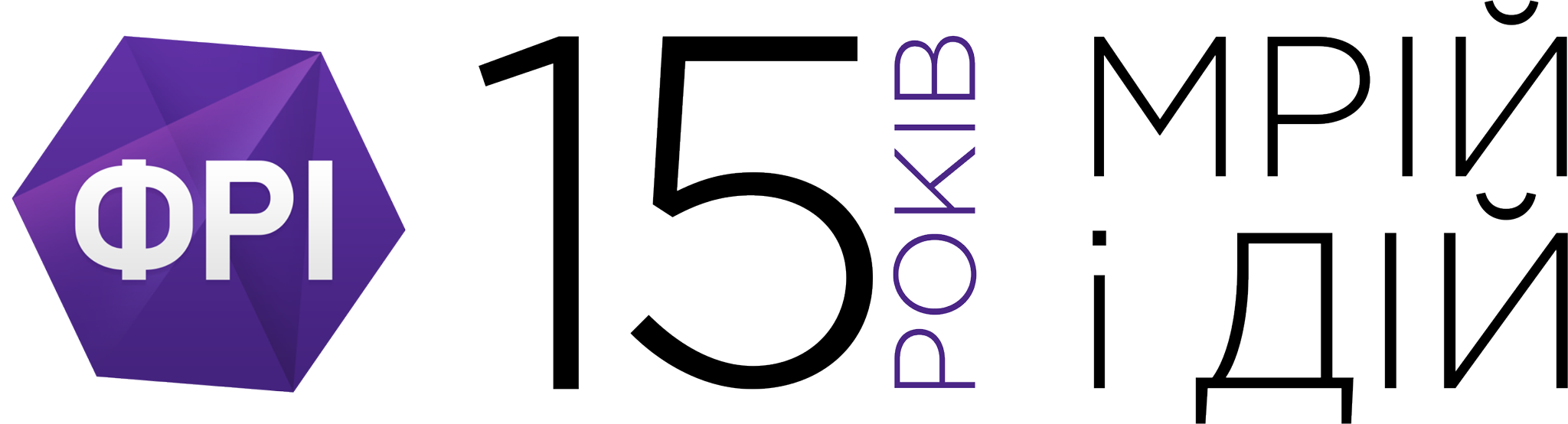
2017 Ювілейний до 15-ї річниці
2022 Ювілейний до 20-ї річниці

## Особистості
З 2002 року членами ФРІ були понад 6 тисяч молодих людей з усіх регіонів України. Більшість з них після відходу від активної діяльності в організації успішно реалізувались у житті. Зокрема цьому сприяв позитивний досвід набутий у ФРІ. Пост-фрішники ставали відомими політиками, громадськими діячами, правозахисниками, розробниками, організаторами, та просто професіоналами своєї справи.

### Політики
- Олександр Солонтай — засновник та один з лідерів політичної партії Сила людей. Екс-депутат Ужгородської міськради (2002—2006) та Закарпатської облради(2006—2010).
- Руслан Рохов — засновник програми Школа мерів, радник мера міста Миколаїв (2015—2018).
- Андрій Шекета — голова Міжгірської РДА з 2015 року, депутат Закарпатської облради (2006—2010).
- Ярослав Гінка — народний депутат України 7-го скликання. Помічник першого заступника Голови Адміністрації Президента України Віталія Анатолійовича Ковальчука.
- Андрій Залівський — мер Червонограду з 2015 року.
- Соломія Бобровська — народна депутатка України ІХ скликання з 2019 року від партії Голос, заступниця голови Одеської обладміністрації Міхеіла Саакашвілі (2015—2017).
- Ярослав Юрчишин — народний депутат України ІХ скликання з 2019 року від партії Голос.
- Назар Зелінка — депутат Тернопільської міської ради VII скликання з 2015 року.
- Іван Горон — депутат Львівської обласної ради.
- Іван Кліпа — ексдиректор київського КП «Благоустрій» КМДА, що почав керувати ним у 26 років з 2014 року по серпень 2017.
- Таміла Ташева — народна депутатка України ІХ скликання з 2024 року від партії Голос, співзасновниця ГО «КримSOS». Колишня Постійна представниця Президента України в АР Крим.

### Громадські активісти та активістки
- Дар'я Каленюк — виконавча директорка Центру протидії корупції.
- Віталій Шабунін — голова правління Центру протидії корупції.
- Олександр Ушкалов — український письменник, піарник.
- Ігор Зарудко — український письменник (поет, прозаїк), громадський та культурний діяч.
- Віктор Гурняк — фотограф, засновник фотоагенства LUFA, доброволець Айдару. Загинув у бою, захищаючи Батьківщину під час АТО, 19 жовтня 2014 року у селищі Сміле, Луганської області. Посмертно нагороджений орденом «За мужність» III ступеня. Почесний громадянин міста Тернопіль.
- Світлана Гаращенко — національна експертка проєкту Гендерне бюджетування в Україні.
- Юрій Юзич — громадський активіст, ексспівголова всеукраїнського «Пласту»
- Максим Кицюк — комунікаційник Організації Об'єднаних Націй з промислового розвитку (UNIDO) в Україні, екскерівник Гуманітарного напряму Благодійного фонду Сергія Притули, екс-Директор Гуманітарного фонду Сергія Притули.
- Володимир Феськов — експерт з реформи Децентралізації влади Чернівецького хабу програми U-LEAD з Європою: Програма для України з розширення прав і можливостей на місцевому рівні, підзвітності та розвитку.
- Марина Цапок — співавторка Закону України про поліцію (2015), радниця з антикорупційних питань по Україні в міжнародній Організації економічних відносин, співробітництва та розвитку (OECD).
- Олександра Скиба (Гліжинсьска) — виконавча директорка Інституту «Республіка»
- Соколовський Володимир — засновник Громадської організації NFED — Center of non-formal education. Експерт з неформальної освіти.
- Данчевський Дмитро — засновник Громадської організації NFED — Center of non-formal education. Soft Skills Trainer.
- Віталій Селик — засновник та директор Благодійного фонду «Сміливі»

### Підприємці
- Микола Ковальчук — медіа-експерт, директор ужгородської телерадіокомпанії «Перший кабельний».
- Олександр Акименко — співзасновник та керівник інтернет-проєкту «Платформа»[22].
- Зураб Кантарія — засновник підприємства Велокава.
- Євгенія Малих — керівниця ІТ-чемпіонату розробників UA Web Challenge, співзасновник SMM.Football та школи ЕМРО.
- Олександр Коваль — засновник та керівник інтернет-порталу «Турінформ Закарпаття».
- Євген Демченко — підприємець у сфері ІТ-послуг, засновник Всеукраїнського руху «Твоя країна».
- Татенко Юлія — бізнес-тренерка Міжнародна школа тренерів, MBA (спеціалізація «Управління продажами в компанії»).
- Юрій Сулима — підприємець в сфері ІТ-послуг (компанія WebMeridian).